# Jogo salvo

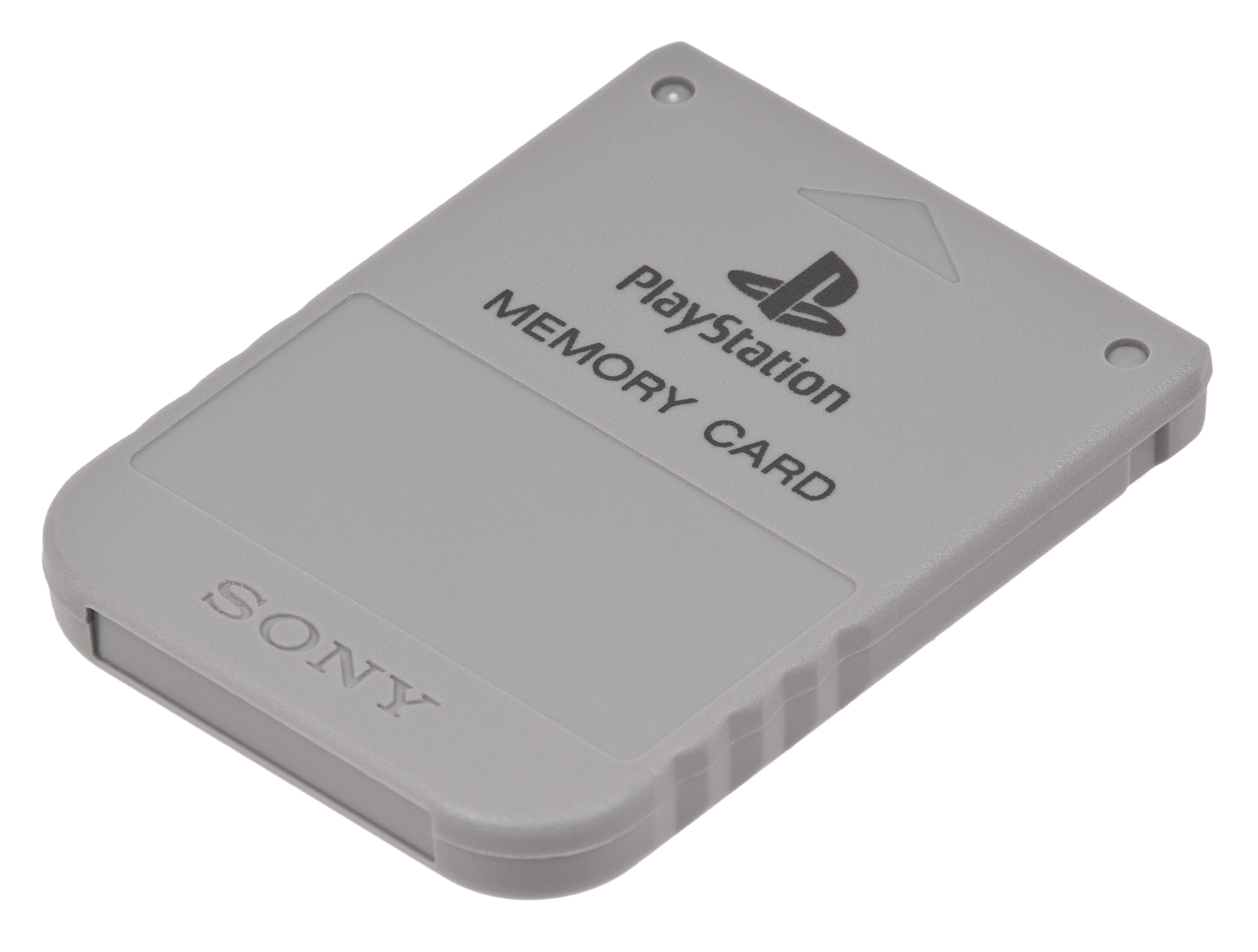
Cartão de memória do PlayStation.

Um jogo salvo (também chamado de dados de jogo ou, em inglês, saved game) é uma parte de informação digitalmente armazenada sobre o progresso de um jogador em um jogo eletrônico. Este jogo salvo pode ser carregado mais tarde, fazendo com que o jogador possa continuar de onde ele parou. Os jogadores geralmente salvam os seus jogos para prevenir a perda do seu progresso no jogo (o que pode ser feito automaticamente após um game over, a não ser que o jogo possua permadeath, o qual deleta o arquivo de save permanentemente), especialmente quando interrompendo ou concluindo uma sessão de jogo.
O uso de jogos salvos é muito comum nos jogos eletrônicos modernos, especialmente em RPGs eletrônicos, que geralmente possuem uma duração longa demais para concluir o jogo de uma só vez.

## Save state

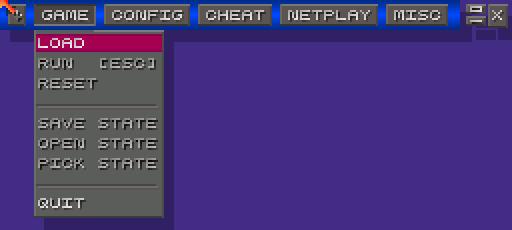
Vários emuladores, como o ZSNES, de Super Nintendo, possuem opções de save state.

Salvar o progresso também é possível quando se joga com emuladores de arcade e console. Estes dão a vantagem de salvar o progresso mesmo que o jogo ou o sistema não dê suporte a tal. Isto é feito através de um "RAM dump", que salva todos os dados RAM do console emulado em um arquivo de computador para uso futuro. Jogos salvos desta maneira são geralmente chamados de "save(d) states".

## Checkpoints
Checkpoints são locais em um jogo eletrônico (geralmente encontrados em jogos de plataforma) onde o status de um jogador é salvo e onde o personagem irá reaparecer com o mesmo status. É mais frequentemente usado após a morte em jogo do personagem, mas pode também ser usado após ter falhado certo(s) objetivo(s) requerido(s) para progredir no jogo. Em vários jogos de corrida com um tempo limitado para a conclusão da pista, checkpoints passados pelo jogador aumentam a porção de tempo disponível para terminar a corrida.